# 纳赛尔·沙巴尼
纳赛尔·沙巴尼（英語：Nasser Shabani，1957年—2020年3月13日），曾是伊朗的将军和伊斯兰革命卫队（IRGC）高级指挥官。他因利用胡塞运动针对沙特油轮而闻名。

## 事业
沙巴尼于1982年两伊战争期间开始了他的军事生涯。他参与镇压了同年发生的阿莫勒起义。在两伊战争的最后一年，他被提拔为伊斯兰革命卫队的几个前线之一。他在梅萨德行动中起到了至关重要的作用，并在之后写了几本关于战争的书。2011年，他接任了伊玛目侯赛因大学的校长，成为塔拉拉营的代表之一。
2018年，沙巴尼在伊朗官方媒体上表示，是伊斯兰革命卫队向也门的胡塞部队下达的袭击位于曼德海峡的两艘沙特油轮的命令。

## 逝世
沙巴尼因感染COVID-19，于2020年3月13日逝世，时正疫情期间。